# Special Broadcasting Service
Special Broadcasting Service (SBS) – australijski publiczny nadawca radiowo-telewizyjny z siedzibą w Artarmon założony 1 stycznia 1978 roku. Około 80% finansowania firmy pochodzi od rządu australijskiego. SBS posiada pięć kanałów telewizyjnych (SBS, SBS Viceland, SBS World Movies, SBS Food i NITV) oraz siedem sieci radiowych (SBS Radios 1, 2 i 3, Arabic24, SBS Chill, SBS PopDesi i SBS PopAsia).

## Historia
W wyniku dużej imigracji do Australii po II wojnie światowej, rząd federalny zaczął rozważać potrzebę „transmisji etnicznych” - programów skierowanych do mniejszości etnicznych i dostarczanych głównie w językach innych niż angielski. Do 1970 ustawa zabraniała stacjom radiowym nadawania w językach obcych przez ponad 2,5 godziny tygodniowo. W październiku 1977 rząd ogłosił utworzenie SBS jako nowego niezależnego organu ustawowego dla transmisji etnicznych. 
Formalnie SBS powstało 1 stycznia 1978. Firma była początkowo siecią radiową i nadzorowała tylko dwie istniejące etniczne stacje 2EA i 3EA. System zawsze zamierzano rozszerzyć, lecz proces ten był kontrowersyjny, gdyż Federacja Australijskich Stacji Telewizji Komercyjnych chciała, aby funkcje telewizji były kontrolowane przez ABC.
W marcu 1979 australijski rząd powołał Ethnic Television Review Panel, który zalecił rozszerzenie działania SBS na telewizję. SBS TV rozpoczęła transmisje testowe w kwietniu 1979 roku, kiedy w niedzielne poranki pokazywała różne programy w językach obcych na ABV-2 Melbourne i ABN-2 Sydney. Pierwsza oficjalna transmisja odbyła się 24 października 1980 o godzinie 18:30 (Dzień Narodów Zjednoczonych), kanał powstał jako  Channel 0/28.
Treść programowa SBS została początkowo zaimportowana z krajów pochodzenia głównych społeczności imigrantów w Australii, do której potem dodano angielskie napisy.

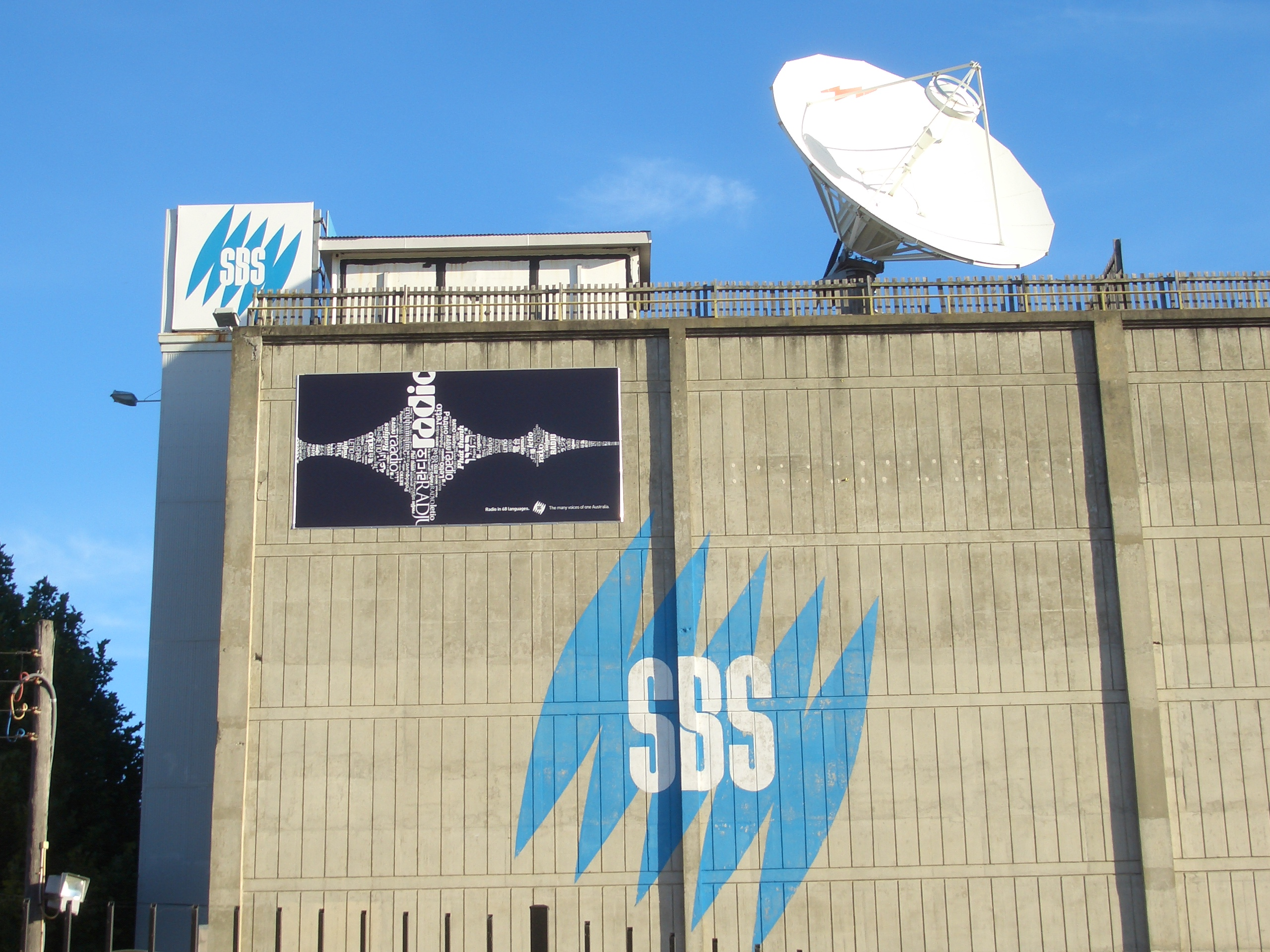
Ściana parkingu SBS w Artarmon, na której widnieje logo „Mercator” używane od 1993 do 2008 roku

W 1992 roku obiekty radiowe i telewizyjne SBS były stopniowo przenoszone do nowej siedziby w Artarmon w Nowej Południowej Walii z ich oryginalnych siedzib w Bondi Junction (radio) i Milsons Point (telewizja). Nowy budynek został oficjalnie otwarty 10 listopada 1993 przez premiera Paula Keatinga. Krajowa sieć radiowa została uruchomiona w styczniu 1994. Nowa usługa początkowo obejmowała Brisbane, Adelaide, Perth i Darwin, podczas gdy oryginalne stacje 2EA i 3EA zostały przemianowane odpowiednio na Radio Sydney i Radio Melbourne.
W kwietniu 2003 r. SBS Radio zrezygnowało z czterech języków i dodało cztery inne, jednocześnie zwiększając godziny nadawania w kantońskim, mandaryńskim i arabskim. SBS emitował Letnie Igrzyska Olimpijskie 2004 w Atenach we współpracy z Seven Network.

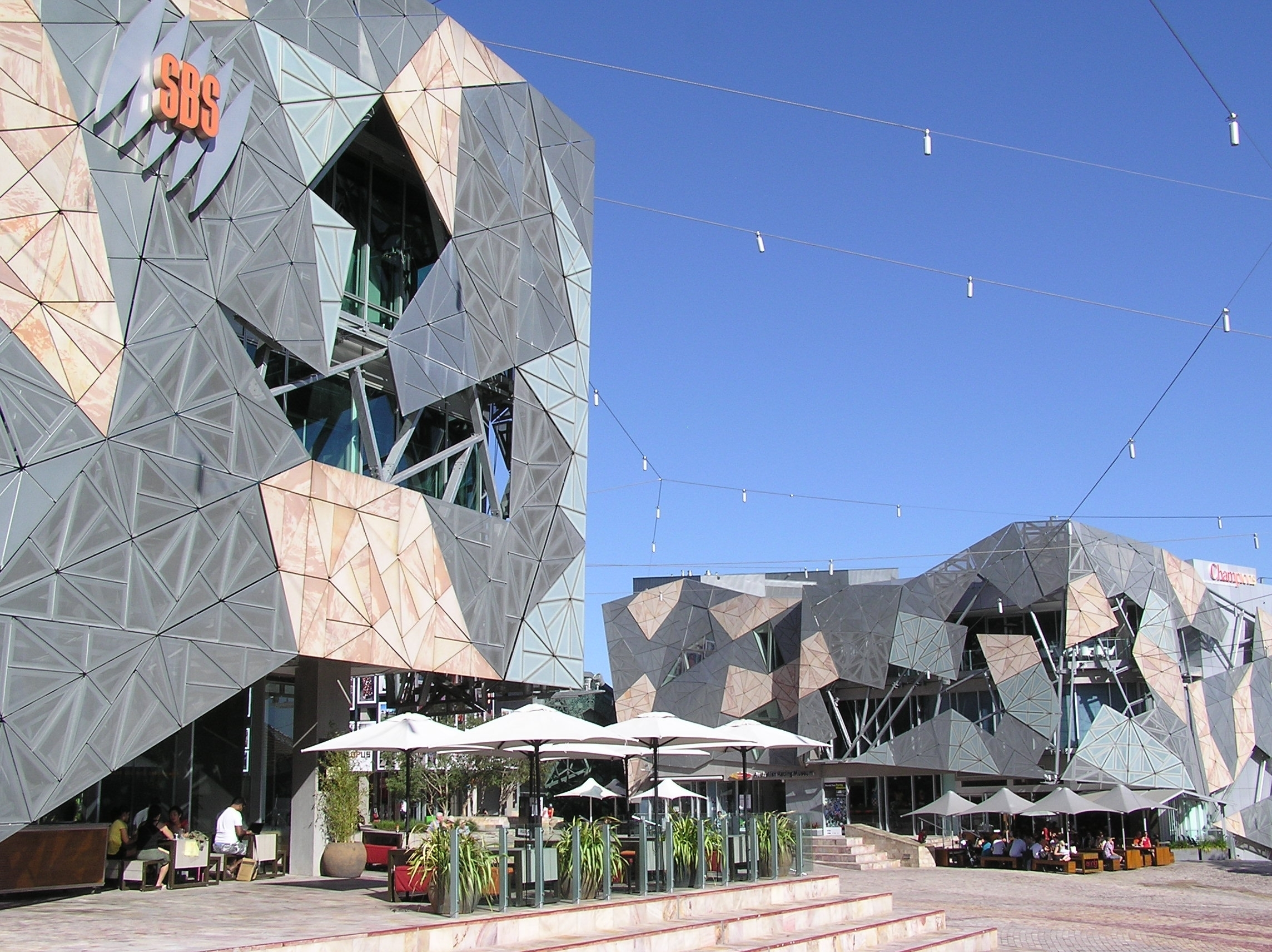
Budynek SBS na Federation Square (Melbourne)

W maju 2008 roku SBS zaprezentował nowe logo oraz nowy slogan: „Six Billion Stories and Counting”.
SBS wspiera małżeństwa jednopłciowe. W czerwcu 2016 ogłoszono, iż w listopadzie tego roku SBS 2 zostanie przemianowana na SBS Viceland z treściami z amerykańsko-kanadyjskiego młodzieżowego Vice Media.

## Usługi

### Telewizja
| LCN | Kanał            |
| --- | ---------------- |
| 3   | SBS              |
| 30  | SBS HD           |
| 31  | SBS Viceland     |
| 32  | SBS World Movies |
| 33  | SBS Food         |
| 34  | NITV             |

1 czerwca 2006 dyrektor zarządzający SBS, Shaun Brown, ogłosił chęć korporacji do zainicjowania przerw reklamowych w programie, w taki sam sposób, jak komercyjne sieci telewizyjne. Powiedział, że posunięcie to przyniesie zysk 10 milionów dolarów w pierwszym roku. Stwierdził, iż „podczas tych przerw przeciętnie tracona jest ponad połowa widowni SBS - to o 30 procent więcej niż inni nadawcy”.
Przerwy reklamowe SBS nie przekraczały ustawowego limitu pięciu minut na godzinę, w przeciwieństwie do piętnastu minut na godzinę dozwolonych na w pełni komercyjnych stacjach Australii. Indywidualna przerwa trwała od jednej do dwóch minut. Powiązaną zmianą było uruchomienie jednogodzinnego wydania World News o 18:30, zastępującego 30-minutowe programy World News Australia i World Sport.
Dawne usługi telewizyjne SBS to SBS Essential (wydarzenia sportowe i inne projekty, wyłącznie cyfrowe) oraz SBS World News Channel (międzynarodowy serwis informacyjny).

### Radio
SBS Radio nadaje w 74 językach we wszystkich stanach Australii, produkując około 13 500 godzin australijskich programów na swoich dwóch częstotliwościach w Sydney i Melbourne, a także w sieci krajowej. Podobnie jak SBS TV, SBS Radio otrzymuje fundusze z różnych dotacji rządowych, płatnych rządowych kampanii informacyjnych i reklam komercyjnych. SBS Radio transmitowało Mistrzostwa Europy w Piłce Nożnej 2008.

## Zarząd
Przewodniczący
- Grisha Sklovsky (1978–1981)[12]
- Sir Nicholas Shehadie (1981–1999)
- Carla Zampatti (1999–2009)
- Joseph Skrzynski (2009–2014)[13]
- Nihal Gupta (2014–2016)[14]
- Bulent Hass Dellal (2017–2020)[15]
- George Savvides (od 2020)[16]

Dyrektorzy zarządzający
- Ron Fowell (1978–1985)
- Ron Brown (1985–1987)[17]
- Brian Johns (1987-1992)[17]
- Malcolm Long (1993-1997)[18]
- Nigel Milan (1997–2005)[19]
- Shaun Brown (2005–2011)
- Michael Ebeid (2011–2018)[20]
- James Taylor (od 2018)[21]